# Пусула, Сенья
Сенья Пусула в замужестве Нуоликиви (фин. Senja Pusula; 26 марта 1941 года, Пиексямяки) — финская лыжница, призёрка Олимпийских игр и чемпионата мира. Жена финского двоеборца Илпо Нуоликиви. 

## Карьера
На Олимпийских играх 1964 года в Инсбруке, завоевала бронзу в эстафетной гонке, кроме того была 9-й в гонке на 5 км и 6-й в гонке на 10 км.
На Олимпийских играх 1968 года в Гренобле стартовала в трёх гонках, 5 км - 8-е место, 10 км - 12-е место, эстафета - 4-е место.
На Олимпийских играх 1972 года в Саппоро, стала 25-й в гонке на 5 км. 
На чемпионате мира-1970 в Высоких Татрах завоевала бронзовую медаль в эстафете. Лучший результат спортсменки в личных гонках на чемпионатах мира, 6-е место в гонке на 5 км, так же на чемпионате 1970 года.
На чемпионатах Финляндии побеждала 5 раз, 2 раза в гонке на 5 км и 3 раза в гонке на 10 км.
После завершения спортивной карьеры, была функционером в федерации лыжного спорта Финляндии, а затем вместе со своим мужем, участником зимней Олимпиады 1968 года в двоеборье Илпо Нуоликиви, содержала сельскохозяйственную ферму.